# Julien Faussurier
Julien Faussurier (Lione, 14 gennaio 1987) è un calciatore francese, difensore o centrocampista del Saint-Colomban Locminé.

## Carriera
Nella stagione 2012-2013 ha giocato 27 partite in massima serie con la maglia del Troyes, squadra con cui nella stagione precedente aveva giocato in Ligue 2, conquistando la promozione in Ligue 1. Il 20 giugno 2013 ha firmato un contratto quadriennale con il Sochaux.